# 卡羅埃貝
0°53′2″N 59°41′45″W / 0.88389°N 59.69583°W
卡羅埃貝（葡萄牙語：Caroebe），是巴西的城鎮，位於該國北部，由羅賴馬州負責管轄，始建於1994年11月4日，面積12,066平方公里，海拔高度135米，2014年人口8,997，人口密度每平方公里0.75人。